# Linum peyronii
Linum peyronii är en linväxtart som beskrevs av George Edward Post. Linum peyronii ingår i släktet linsläktet, och familjen linväxter. Inga underarter finns listade i Catalogue of Life.